# (154493) Portisch
(154493) Portisch est un astéroïde de la ceinture principale.

## Description
(154493) Portisch est un astéroïde de la ceinture principale. Il fut découvert le 27 mars 2003 à Piszkéstető par Krisztián Sárneczky. Il présente une orbite caractérisée par un demi-grand axe de 2,57 UA, une excentricité de 0,09 et une inclinaison de 10,9° par rapport à l'écliptique.

## Compléments